# Stanislav Gilyarovich Poplavsky
Stanislav Gilyarovich Poplavsky (tiếng Nga: Станислав Гилярович Поплавский; 22 tháng 4 năm 1902 - 10 tháng 8 năm 1973), hay Stanisław Popławski trong tiếng Ba Lan, là một tướng lĩnh trong quân đội Liên Xô và Ba Lan.

## Tiểu sử
Poplavsky sinh ra ở vùng Podolia, bấy giờ thuộc Đế quốc Nga. Cha ông, Hilary, là người Ba Lan, và ngay chính Poplavsky thời trẻ cũng tự xem mình là người Ba Lan.
Poplavsky gia nhập Hồng quân năm 1920, lần lượt thăng tiến từ vị trí một binh sĩ đến cương vị chỉ huy đại đội thuộc Trung đoàn Súng trường 297. Trong vài năm tiếp theo, ông được cử theo học trường sĩ quan, rồi trở lại vai trò chỉ huy một đại đội trong Trường Sĩ quan Bộ binh ở Kharkov (1933–1935). Năm 1930, ông gia nhập Đảng Cộng sản Liên Xô.
Trước Thế chiến thứ hai, ông theo học tại Học viện Quân sự Frunze (1935–1938), nơi ông trở thành giảng viên chiến thuật quân sự (1938–1939) nhưng vào tháng 2 năm 1939, ông bị cách chức một cáo buộc sai và được chuyển sang công việc quản lý tại một nông trang (советское хозяйство, sovetskoye khozyaistvo) hay sovkhoz (tiếng Nga: совхо́з).
Ông trở lại quân đội không lâu trước khi quân Đức xâm lược Liên Xô. Ban đầu, ông được phân công trong ban chỉ huy Sư đoàn Súng trường 162, sau đó là chỉ huy Trung đoàn Súng trường 720 (tháng 7 đến tháng 9 năm 1941), rồi ham mưu trưởng Sư đoàn Súng trường 363 (tháng 10 năm 1941 - tháng 1 năm 1942). Trong 4 tháng tiếp theo, ông chỉ huy các Sư đoàn súng trường 184, 256 và 220, và sau đó là Quân đoàn súng trường 45 trong Tập đoàn quân  5 Liên Xô (tháng 6 năm 1943 - tháng 9 năm 1944).
Năm 1944, ông được phân công chuyển đến Quân đội Nhân dân Ba Lan cùng với nhiều sĩ quan Liên Xô gốc Ba Lan khác, nhằm đảm bảo một quân đội của nước Ba Lan mới sẽ một đồng minh trung thành với lý tưởng cộng sản. Ông chỉ huy Tập đoàn quân số 2 Ba Lan (26 tháng 9 - 19 tháng 12 năm 1944) và sau đó là Tập đoàn quân số 1 Ba Lan (đến ngày 10 tháng 9 năm 1945). Các đơn vị của ông tham gia đột phá tuyến công sự Pommernstellung (phòng tuyến Pomerania), bảo vệ bờ biển Baltic, băng qua sông Oder và Elbe, tham gia trận Berlin. Ông đã bị thương bốn lần trong chiến tranh.
Sau chiến tranh, ông vẫn tham gia quân đội Ba Lan, cùng với hàng nghìn sĩ quan Liên Xô gốc Ba Lan khác, bao gồm Konstantin Rokossovsky. Poplavsky từng là chỉ huy của lực lượng Ba Lan đang chiếm đóng nước Đức, sau đó là chỉ huy của Quân khu Silesia (cho đến ngày 22 tháng 11 năm 1947), Chỉ huy trưởng Lực lượng trên bộ Ba Lan (đến ngày 21 tháng 3 năm 1950), và Tổng thanh tra Quân sự (đến ngày 2 tháng 4 năm 1949). Ông cũng giữ các chức vụ chính trị: ngày 2 tháng 4 năm 1949, ông trở thành Thứ trưởng Quốc phòng Ba Lan. Ông cũng là phó chủ tịch Quốc hội Ba Lan (Sejm; 1947–1956), và từ năm 1949 đến năm 1956, ông là Ủy viên Ủy ban Trung ương Đảng Công nhân Thống nhất Ba Lan (PZPR).
Năm 1956, ông là chỉ huy của các lực lượng quân sự chịu trách nhiệm đàn áp các cuộc biểu tình Poznań 1956. Sau đó, với sự bắt đầu của thời đại phi Stalin hóa, ông (cùng với một số lượng đáng kể của cán bộ Liên Xô khác) rời khỏi quân đội Ba Lan và trở về Liên Xô. Ông trở thành Phó Chánh Thanh tra thứ nhất Quân đội Liên Xô, và từ năm 1958 là cố vấn cho Tổng thanh tra Bộ Quốc phòng Liên Xô.
Ông về hưu năm 1963 với quân hàm Đại tướng. Ông qua đời ngày 10 tháng 8 năm 1973 tại Moskva và được chôn cất tại Nghĩa trang Novodevichy.

## Giải thưởng
Poplavsky là người đã nhận được nhiều giải thưởng, bao gồm cả ở Ba Lan (Chữ thập chỉ huy Virtuti Militari, Chữ thập Grunwald hạng Nhì) và Liên Xô (Anh hùng Liên Xô, Huân chương Lenin (3 lần), Huân chương Suvorov (hạng I và II), Huân chương Kutuzov (hạng II), Huân chương Bogdan Khmelnitsky (hạng II) và Huân chương Cờ đỏ (4 lần)).

## Lược sử cấp bậc
Liên Xô
- Đại úy (1935)
- Thiếu tá (1938)
- Trung tá (tháng 11 năm 1941)
- Đại tá (tháng 2 năm 1942)
- Thiếu tướng (генерал-майор; 14.02.1943)
- Thượng tướng (генерал-полковник; 11.07.1946)
- Đại tướng (генерал армии; 12.08.1955)

Ba Lan
- Trung tướng (generał dywizji; 3.12.1944)
- Thượng tướng (generał broni; 11.05.1945)
- Đại tướng (generał armii; 12.08.1955)